# レヴィ・ピント
レヴィ・ピント（Lavy Pinto、1929年10月23日 - 2020年2月15日）はインドの男子陸上競技選手。専門は短距離走。
1951年にニューデリーで開催されたアジア競技大会に出場し、100mと200mで初代金メダリストとなった。